# Ratko Čolić
Ratko Čolić (serbokroatisch-kyrillisch Ратко Чолић; * 17. März 1918 in Ub, Königreich Serbien; † 30. Oktober 1999 in Belgrad) war ein jugoslawischer Fußballspieler.

## Karriere

### Verein
Čolić begann seine Karriere in seiner Heimatstadt beim örtlichen Klub FK Jedinstvo Ub. Nachdem er für kleinere Vereine in Belgrad aktiv gewesen war, kam er zum FK Partizan Belgrad. Dort stand er am 6. Oktober 1945, zwei Tage nach Gründung des Klubs, in einem Testspiel in der ersten Startelf der Vereinsgeschichte. Mit Partizan gewann er zweimal die jugoslawische Meisterschaft und dreimal den jugoslawischen Pokal. Zudem nahm Čolić an der ersten Austragung des Europapokals der Landesmeister 1955/56 teil, für die Partizan trotz eines vierten Platzes in der Liga vom jugoslawischen Verband gemeldet wurde. Er bestritt das Hinspiel des Viertelfinales beim späteren Gewinner des Wettbewerbs Real Madrid, welches Partizan mit 0:4 verlor. Am Ende der Spielzeit 1955/56 beendete Čolić seine aktive Laufbahn.

### Nationalmannschaft
Čolić debütierte am 19. Juni 1949 beim 3:1 im Freundschaftsspiel in Oslo gegen Norwegen in der jugoslawischen Nationalmannschaft.
Anlässlich der Fußball-Weltmeisterschaft 1950 in Brasilien wurde Čolić von Nationaltrainer Milorad Arsenijević, der als Spieler an der ersten Fußball-Weltmeisterschaft 1930 in Uruguay teilgenommen hatte, in das jugoslawische Aufgebot berufen. Er kam während des Turniers jedoch nicht zum Einsatz.
Auch bei den Olympischen Spielen 1952 stand er im jugoslawischen Kader, wurde aber wie bereits zwei Jahre zuvor nicht eingesetzt. Jugoslawien erreichte das Finale des olympischen Turniers, wo es Ungarn mit 0:2 unterlag.
Zwischen 1949 und 1951 bestritt Čolić insgesamt 14 Länderspiele für Jugoslawien, in denen er ohne Torerfolg blieb.

## Erfolge
- Jugoslawischer Meister: 1947, 1949
- Jugoslawischer Pokalsieger: 1947, 1952, 1954
- Olympische Sommerspiele 1952: Silbermedaille